# (3168) Lomnický Štít
(3168) Lomnický Štít est un astéroïde de la ceinture principale découvert le 1er décembre 1980 par l'astronome tchèque Antonín Mrkos.

## Compléments